# 阿蓮庄
阿蓮庄為臺灣日治時期1920年至1945年間存在之行政區，轄屬高雄州岡山郡。今高雄市阿蓮區。

## 行政區劃
阿蓮地區在清代屬嘉祥外里，在1897年5月隸屬於鳳山縣阿公店辨務署。1898年2月5日，鳳山縣公告劃設區，嘉祥外里分為「阿嗹區、潭底區」。1898年6月28日，鳳山縣被併入臺南縣。1900年4月1日，阿公店辨務署併入鳳山辨務署，改為阿公店支署。1900年2月12日，潭底區的六甲尾庄、中甲庄、茄苳腳庄改隸阿嗹區。同年11月15日，潭底區改為「五甲尾區」，而原潭底區的磚仔尾庄、崗山營庄改隸阿嗹區。1901年11月11日，臺灣的行政區劃改為二十廳，嘉祥外里隸屬於鳳山廳。1904年4月15日，鳳山廳實施街庄整併。此時的劃分如下：
- 阿嗹區
  - 嘉祥外里：阿嗹庄、中路庄、石案潭庄、崙仔頂庄、崗山營庄
- 五甲尾區
  - 嘉祥外里：九鬮庄、土庫庄

1909年10月25日，臺灣的行政區劃改為十二廳，鳳山廳因此廢止，被併入臺南廳，隸屬臺南廳「阿公店支廳」。1920年10月1日，原堡里鄉澚之行政區廢除，街庄社改為大字，「阿嗹」改稱「阿蓮」，而阿嗹區、部分五甲尾區合併為高雄州岡山郡阿蓮庄，轄域內分為阿蓮(Aren)、中路(Chūro)、石案潭(Sekiantan)、崙子頂(Ronshichō)、岡山營(Kōzanei)、九鬮(Kyūki)、土庫(Toko)等7個大字。
二戰後，阿蓮庄改為高雄縣岡山區阿蓮鄉。
| 1900年   | 1900年   | 1900年                                         | 1920年 | 1920年 | 現在   |
| 堡里     | 區       | 街庄社                                         | 街庄   | 大字   | 鄉鎮   |
| -------- | -------- | ---------------------------------------------- | ------ | ------ | ------ |
| 嘉祥外里 | 阿嗹區   | 阿嗹庄、瓦廍庄、倉官庄、後藔庄                 | 阿蓮庄 | 阿蓮   | 阿蓮區 |
| 嘉祥外里 | 阿嗹區   | 中路庄、磘仔甲庄                               | 阿蓮庄 | 中路   | 阿蓮區 |
| 嘉祥外里 | 阿嗹區   | 石案潭庄、青旗甲庄                             | 阿蓮庄 | 石案潭 | 阿蓮區 |
| 嘉祥外里 | 阿嗹區   | 崙仔頂庄、中甲庄、六甲尾庄、港仔後庄           | 阿蓮庄 | 崙子頂 | 阿蓮區 |
| 嘉祥外里 | 阿嗹區   | 崗山營庄、營盤庄、茄苳腳庄、埤仔尾庄、北仔藔庄 | 阿蓮庄 | 岡山營 | 阿蓮區 |
| 嘉祥外里 | 五甲尾區 | 九鬮庄、新廍庄、三塊厝庄                       | 阿蓮庄 | 九鬮   | 阿蓮區 |
| 嘉祥外里 | 五甲尾區 | 土庫庄、瓦磘庄、拔仔林庄                       | 阿蓮庄 | 土庫   | 阿蓮區 |

## 區、庄長
- 五甲尾區長
  - 郭受福：1911~1918年
  - 鍾乾巽：1919~1920年
- 阿嗹區長
  - 江詠：1898~1900年
  - 林富：1910~1920年
- 阿蓮庄長
  - 楊邦：1920~1922年
  - 高橋善松：1923~1929年
  - 齋藤勝次：1930~1938年
  - 佐分利末熊：1939~1945年[9]

## 設施
- 阿蓮庄役場
- 阿蓮公學校→阿蓮國民學校（今阿蓮國小）
  - 中路分教場（今中路國小）